# Reyer Venezia Mestre Femminile 2007-2008
La stagione 2008-2009 della Reyer Venezia Mestre Femminile è stata l'ottava consecutiva disputata in Serie A1.
La società veneziana è arrivata terza in A1 e ha vinto la Coppa Italia.

## Verdetti stagionali
Competizioni nazionali
- Serie A1:

stagione regolare: 3º posto su 14 squadre (20-6);
play-off: eliminato in semifinale da Schio (2-3).
- Coppa Italia:

vincitrice (2-0).

## Rosa
| Giocatrici |
| ---------- |

| N° | Naz.                   | Ruolo | Sportivo           | Anno | Alt. |  |
| -- | ---------------------- | ----- | ------------------ | ---- | ---- |  |
|    | Portogallo (bandiera)  |       | Mery Andrade       |      |      |  |
|    | Italia (bandiera)      |       | Eva Giauro         |      |      |  |
|    | Stati Uniti (bandiera) |       | Shannon Johnson    |      |      |  |
|    | Italia (bandiera)      |       | Francesca Modica   |      |      |  |
|    | Italia (bandiera)      |       | Jenifer Nadalin    |      |      |  |
|    | Italia (bandiera)      |       | Alice Romagnoli    |      |      |  |
|    | Stati Uniti (bandiera) |       | Nakia Sanford      |      |      |  |
|    | Italia (bandiera)      |       | Giorgia Sottana    |      |      |  |
|    | Montenegro (bandiera)  |       | Aleksandra Vujović |      |      |  |

| Staff tecnico            |
| ------------------------ |
| Allenatore: Massimo Riga |